# Dinamarca nos Jogos Olímpicos de Inverno de 2010

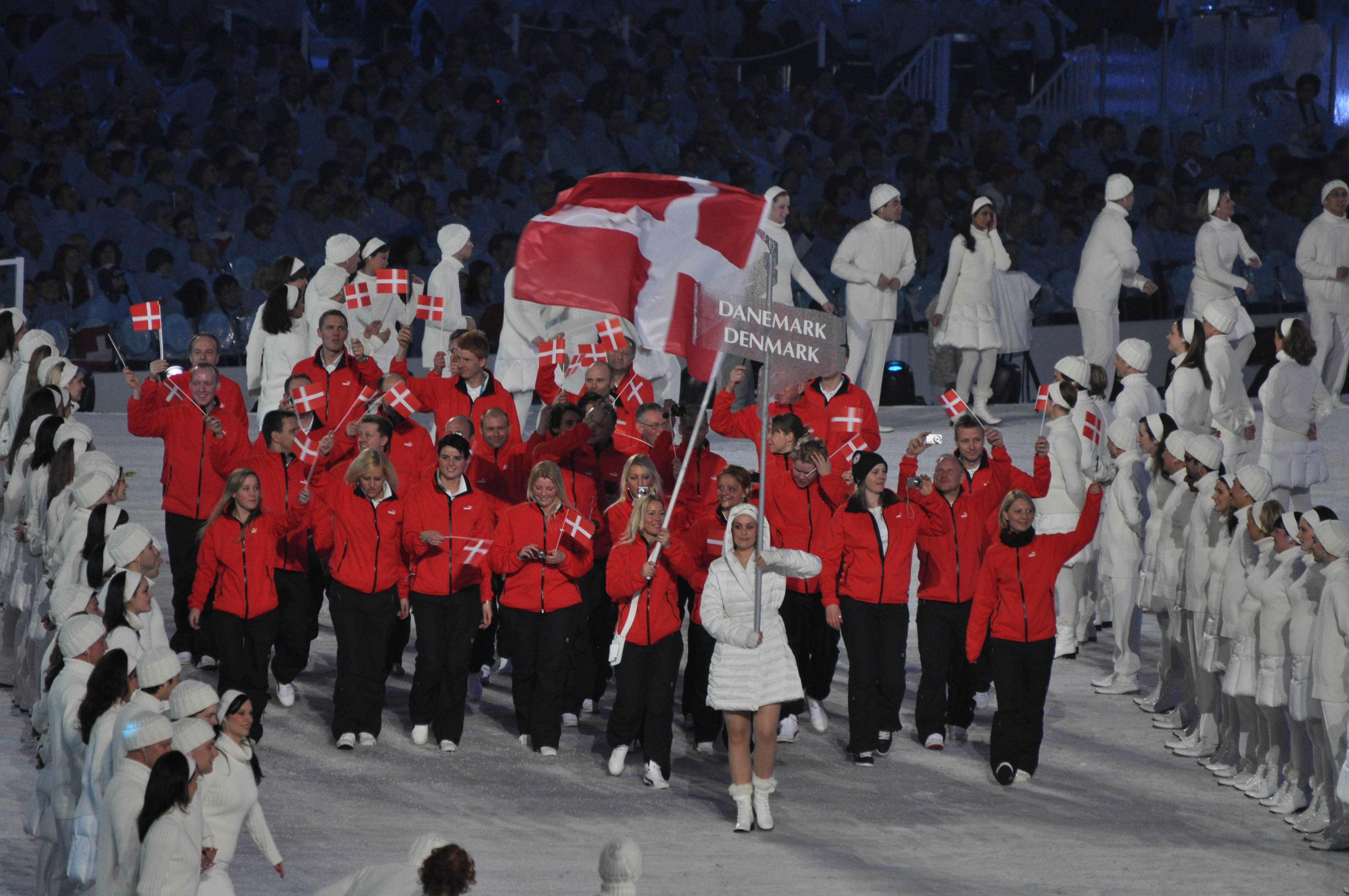
Delegação dinamarquesa durante a cerimônia de abertura.

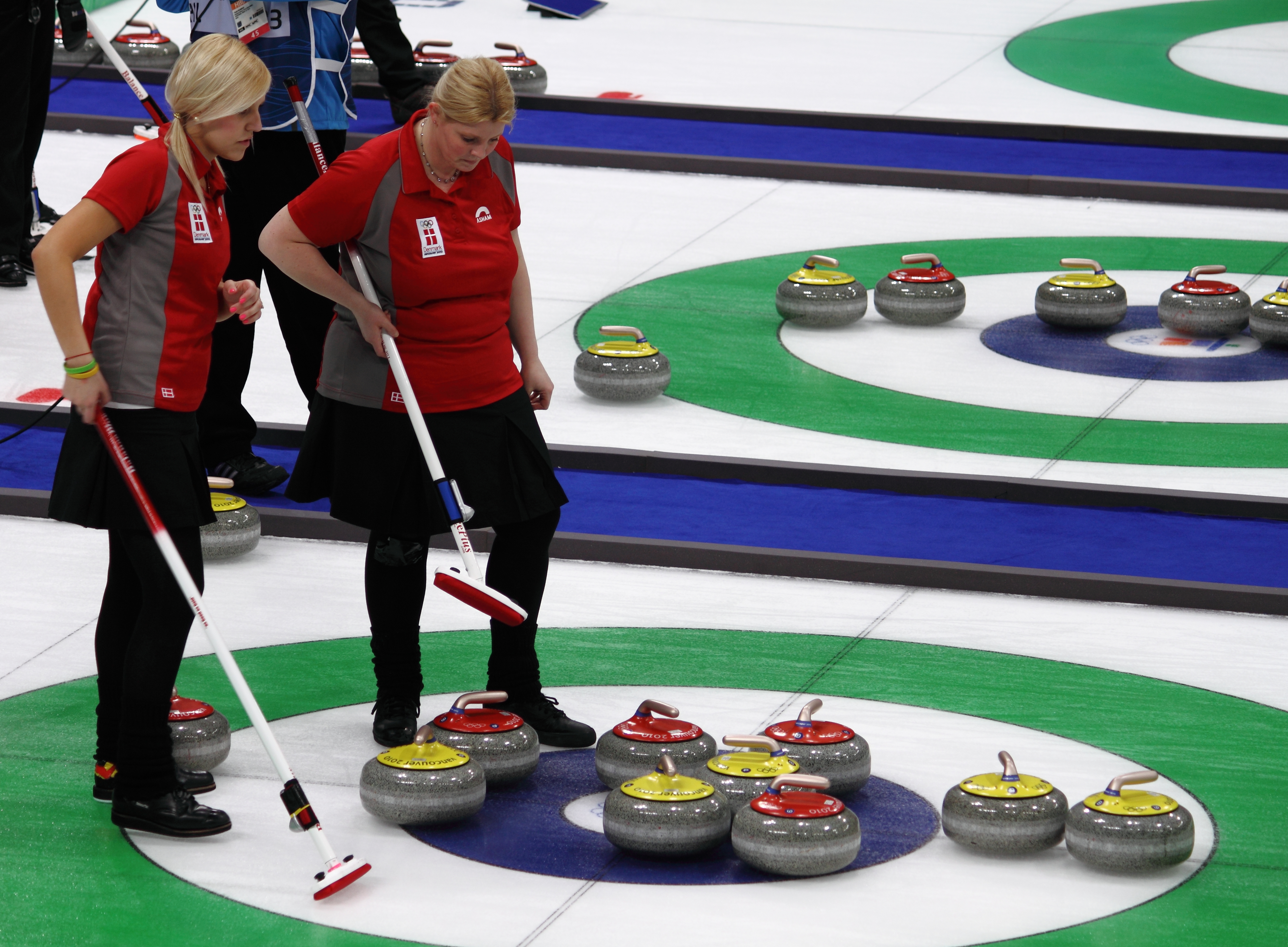
Madeleine Dupont e Angelina Jensen durante uma sessão de partidas do curling.

A Dinamarca participou dos Jogos Olímpicos de Inverno de 2010, realizados em Vancouver, no Canadá. O país estreou em Olimpíadas de Inverno em 1948 e compete regularmente desde os Jogos de 1988.

## Desempenho

### Biatlo
Masculino
| Atleta             | Evento     | Final     | Final       | Final   |
| Atleta             | Evento     | Tempo     | Penalidades | Posição |
| ------------------ | ---------- | --------- | ----------- | ------- |
| Øystein Slettemark | Velocidade | 30:55.8   | 7 (3+4)     | 86º     |
| Øystein Slettemark | Individual | 1:01:12.9 | 8 (2+1+2+3) | 88º     |

### Curling
Feminino
| Equipe                                                                             | Primeira fase | Primeira fase | Semifinal              | Final                  | Pos.        |
| Equipe                                                                             | Adversário e resultado | Pos.          | Adversário e resultado | Adversário e resultado | Pos.        |
| ---------------------------------------------------------------------------------- | --- | ------------- | ---------------------- | ---------------------- | ----------- |
| Angelina Jensen Madeleine Dupont Denise Dupont Camilla Jensen Ane Håkansson Hansen | SWE Suécia D 5–6 RUS Rússia D 3–7 USA Estados Unidos V 7–6 CHN China D 1–11 CAN Canadá D 4–5 SUI Suíça D 7–8 GER Alemanha V 6–5 GBR Grã-Bretanha V 9–8 JPN Japão V 7–5 | 5º            | Não avançou            | Não avançou            | Não avançou |

Masculino
| Equipe                                                                 | Primeira fase | Primeira fase | Play-off               | Semifinal              | Final                  | Pos.        |
| Equipe                                                                 | Adversário e resultado | Pos.          | Adversário e resultado | Adversário e resultado | Adversário e resultado | Pos.        |
| ---------------------------------------------------------------------- | --- | ------------- | ---------------------- | ---------------------- | ---------------------- | ----------- |
| Ulrik Schmidt Johnny Frederiksen Bo Jensen Lars Vilandt Mikkel Poulsen | SUI Suíça D 5–6 CHN China D 1–8 USA Estados Unidos V 7–6 GBR Grã-Bretanha D 6–9 CAN Canadá D 3–10 NOR Noruega D 3–6 GER Alemanha V 9–5 FRA França D 5–6 SWE Suécia D 6–7 | 9º            | Não avançou            | Não avançou            | Não avançou            | Não avançou |

### Esqui alpino
Feminino
| Atleta         | Evento         | Corrida 1 | Corrida 2 | Total   | Pos. |
| -------------- | -------------- | --------- | --------- | ------- | ---- |
| Yina Moe-Lange | Slalom         | 1:02.75   | 1:01.95   | 2:04.70 | 52º  |
| Yina Moe-Lange | Slalom gigante | 1:24.68   | 1:18.99   | 2:43.67 | 47º  |

Masculino
| Atleta           | Evento         | Corrida 1 | Corrida 2 | Total   | Pos. |
| ---------------- | -------------- | --------- | --------- | ------- | ---- |
| Johnny Albertsen | Downhill       |           |           | 2:00.12 | 53º  |
| Johnny Albertsen | Super-G        |           |           | 1:35.69 | 40º  |
| Markus Kilsgaard | Slalom         | DNS       | DNS       | DNS     | DNS  |
| Markus Kilsgaard | Slalom gigante | DSQ       | DSQ       | DSQ     | DSQ  |

### Esqui cross-country
Masculino
| Atleta           | Evento                | Final     | Final |
| Atleta           | Evento                | Tempo     | Pos.  |
| ---------------- | --------------------- | --------- | ----- |
| Jonas Thor Olsen | 15 km livre           | 39:01.8   | 76º   |
| Jonas Thor Olsen | Perseguição combinada | LAP       | 55º   |
| Jonas Thor Olsen | Largada coletiva      | 2:25:00.9 | 48º   |

### Esqui estilo livre
Feminino
| Atleta                   | Evento    | Preliminar | Preliminar | Oitavas | Quartas     | Semifinal   | Final       | Final       |
| Atleta                   | Evento    | Tempo      | Pos.       | Posição | Posição     | Posição     | Posição     | Pos.        |
| ------------------------ | --------- | ---------- | ---------- | ------- | ----------- | ----------- | ----------- | ----------- |
| Sophie Fjellvang-Sølling | Ski cross | 1:20.41    | 20º        | 3º      | Não avançou | Não avançou | Não avançou | Não avançou |

### Patinação de velocidade
Feminino
| Atleta         | Evento | Final   | Final |
| Atleta         | Evento | Tempo   | Pos.  |
| -------------- | ------ | ------- | ----- |
| Cathrine Grage | 3000 m | 4:20.93 | 27º   |
| Cathrine Grage | 5000 m | 7:23.83 | 14º   |

### Snowboard
Feminino
| Atleta                 | Evento          | Preliminar | Preliminar | Quartas | Semifinal   | Final       | Final       |
| Atleta                 | Evento          | Tempo      | Pos.       | Posição | Posição     | Posição     | Pos.        |
| ---------------------- | --------------- | ---------- | ---------- | ------- | ----------- | ----------- | ----------- |
| Julie Wendel Lundholdt | Snowboard cross | 1:31.29    | 15º        | 4º      | Não avançou | Não avançou | Não avançou |

Legenda
| Recorde mundial      | Recorde mundial (World record)               |                       | Recorde africano                      | Recorde africano (African) |                                           | Q | Classificado por posição (Qualified) |
| Recorde olímpico     | Recorde olímpico (Olympic record)            | Recorde da América    | Recorde da América (Americas)         | q                          | Classificado por melhor tempo (Qualified) |   |                                      |
| Melhor marca do ano  | Melhor marca do ano (World leading)          | Recorde asiático      | Recorde asiático (Asian)              | DNS                        | Não largou (Did not start)                |   |                                      |
| Recorde nacional     | Recorde nacional (National record)           | Recorde europeu       | Recorde europeu (European)            | DNF                        | Não terminou (Did not finish)             |   |                                      |
| Recorde pessoal      | Recorde pessoal do atleta (Personal best)    | Recorde da Oceania    | Recorde da Oceania (Oceania)          | DSQ / DQ                   | Desclassificado (Disqualified)            |   |                                      |
| Recorde da temporada | Recorde da temporada do atleta (Season best) | Recorde sul-americano | Recorde sul-americano (South America) | NM                         | Sem marca (No mark)                       |   |                                      |